# Fidel Barajas
Fidel Junior Barajas Juárez (ur. 5 kwietnia 2006 w Sacramento) – meksykański piłkarz z obywatelstwem amerykańskim występujący na pozycji skrzydłowego, od 2025 roku zawodnik amerykańskiego D.C. United.